# Пантон
Панто́н (гал. Pantón, ісп. Pantón) — муніципалітет в Іспанії, у складі автономної спільноти Галісія, у провінції Луго. Населення — 2978 осіб (2009).
Муніципалітет розташований на відстані близько 400 км на північний захід від Мадрида, 55 км на південь від Луго.
Муніципалітет складається з таких паррокій: Аседре, Атан, Кангас, Кастільйон, Деаде, Ейре, Еспасантес, Феррейра-де-Пантон, Фронтон, Маньєнте, Мореда, Пантон, Помбейро, Рібейрас-де-Міньйо, Сан-Фіс-де-Кангас, Сан-Вісенте-де-Кастільйон, Санталья-де-Тойріс, Санто-Естево-до-Мато, Сегуїн, Сероде, Сіос, Тойріс, Тольдаос, Трібас, Віламельє, Вілар-де-Ортельє.

## Демографія
Динаміка населення (INE ):

## Галерея зображень

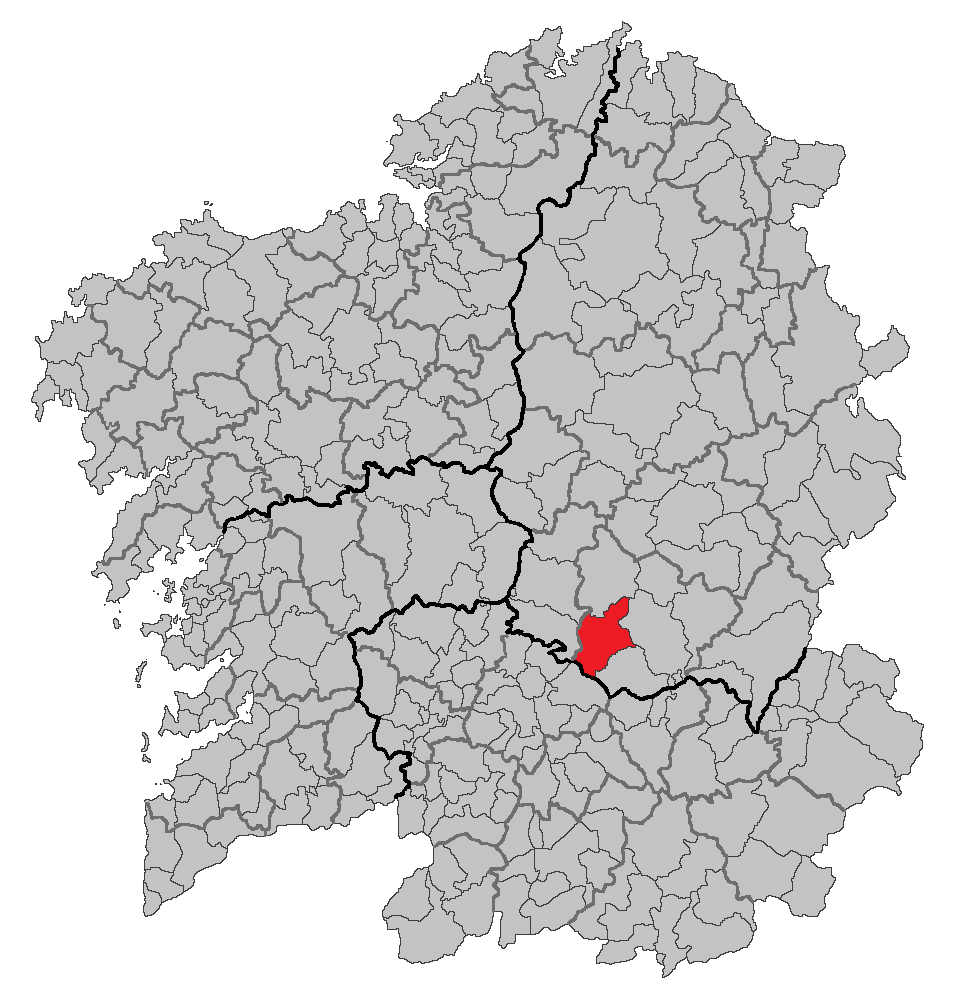
Розташування муніципалітету

## Парафії
Муніципалітет складається з таких парафій: 

## Релігія
Пантон входить до складу Лугоської діоцезії Католицької церкви.